# Riders on the Storm
«Riders on the Storm» (с англ. — «Оседлавшие бурю») — песня группы The Doors из альбома 1971 года L.A. Woman. Песня была выпущена в качестве сингла и достигла 14-й позиции в американских чартах. Песня сыграна в тональности ми дорийского лада и дополнена звуковыми эффектами дождя и грома.
По словам гитариста Робби Кригера и ударника Джона Денсмора, песня создавалась под вдохновением от композиции Джонни Кэша «(Ghost) Riders in the Sky: A Cowboy Legend». Песня включает в себя запись звуковых эффектов грома и дождя, при этом Рэй Манзарек играл на своём электрооргане Fender Rhodes, подражая звукам капель дождя. Особый шарм композиции придают произносимые Моррисоном шёпотом слова, которые звучат одновременно с его пением.
Британский журнал New Musical Express включил данную композицию в свой список «500 величайших песен всех времён», разместив её в нём на 490-ю позицию.

## Текст
Вместе с другой песней «L.A. Woman», которая и дала название альбому, «Riders on the Storm» обычно считают автобиографической. Текст основан на воспоминаниях Моррисона о том, как он, будучи подростком, путешествовал автостопом по флоридским дорогам, чтобы навестить свою подругу Мэри Уэрбелоу. «Оседлавшие бурю / Мы рождены в этом доме / Мы брошены в этот мир / Как собака без кости / Как актёр на гастролях / Оседлавшие бурю» (англ. Riders on the storm / Into this house we're born / Into this world we're thrown / Like a dog without a bone / An actor out on loan / Riders on the storm).
Образ из второго куплета — «убийца на дороге» — видимо, появился под влиянием режиссёрской работы Моррисона «HWY: An American Pastoral», где Джим сыграл автостопщика, убивающего шофёра, который согласился его подвезти. Хотя существует версия, что и песня, и фильм являются аллюзией на серийного убийцу Билли Кука, который, выдав себя за путешественника автостопом, убил целую семью в 1950-х годах в Калифорнии: «There’s a killer on the road… // His brain is squirmin' like a toad… // If you give this man a ride, sweet family will die» — «На дороге убийца, // Его мозг корчится как жаба // Если вы подкинете этого парня // славное семейство умрёт»).
В последней строфе содержится крик любви к Памеле: «Мир зависит от тебя / наша жизнь никогда не кончится / девочка, ты должна любить своего мужчину» (англ. The world on you depends, our life will never end. Gotta love your man). Вскоре после записи песни Моррисон уехал в Париж, чтобы вернуть возлюбленную.

## Запись
Песня была записана в декабре 1970 года в студии на бульваре Санта-Моника с помощью Брюса Ботника, звукоинженера группы, который был сопродюсером сессии звукозаписи. Пока Кригер приноравливался к стилю сёрф, Моррисон набрасывал текст в записной книге; закончив, он попросил группу замедлить темп до блюза. Джим сделал запись своего вокала, а затем исполнял те же слова, но уже шёпотом, чтобы создать особый эффект. Зловещее аутро было добавлено в основной 8-канальный трек в студии Elektra Records в январе 1971 года. Эта песня стала последней, записанной участниками группы вчетвером.
«Riders on the Storm» была представлены публике на концертах в Далласе и Новом Орлеане (11 и 12 декабря 1970 года), которым было суждено стать последними выступлениями Джима Моррисона в составе коллектива.
Оригинальная версия композиции в альбоме длится более 7 минут. Для трансляций на радио была сделана сокращённая версия продолжительностью четыре с половиной минуты — именно она была выпущена на сингле. Сингл вышел в июне 1971 года, а в чарт Hot-100 он попал 3 июля 1971 года, в день, когда Джим умер. В момент объявления о его смерти по Radio Luxemburg транслировалась именно эта песня.
Когда Рэй Манзарек и Робби Кригер решили выступать совместно, они взяли название Riders on the Storm.

## Кавер-версии
- В 1990 году флоридская хард-рок-группа Walk the Chalk выпустила кавер-версию песни в своём единственном альбоме What’s in a Name.
- В 2008 году группа Dezperadoz в альбоме An Eye for an Eye записала кавер-версию песни.
- В 2009 году группа Infected Mushroom также ремикшировала эту композицию, и она вошла в их альбом Legend of the Black Shawarma (для ремикса был использован оригинальный вокал Джима Моррисона, однако на концертах группа часто исполняет её вживую, вместо Джима поёт Амит Дувдевани).
- В 2010 году Карлос Сантана, совместно с Честером Беннингтоном и Рэем Манзареком, исполнил кавер-версию песни в своём альбоме Guitar Heaven: Santana Performs the Greatest Guitar Classics of All Time.